# Hypolimnas interrupta
Hypolimnas interrupta är en fjärilsart som beskrevs av Abel Dufrane 1953. Hypolimnas interrupta ingår i släktet Hypolimnas och familjen praktfjärilar. Inga underarter finns listade i Catalogue of Life.